# 巴黎现代艺术博物馆
巴黎市现代艺术博物馆（法語：Musée d'Art Moderne de la Ville de Paris）是位于巴黎十六区的一座美术馆，其中展示有许多现代艺术作品。
2010年5月20日，博物馆内发生盗窃事件，包括巴勃罗·毕卡索的《鴿子與豌豆》（Le pigeon aux petits pois）、亨利·马蒂斯的《田园》（La Pastorale）、乔治·布拉克的《埃斯特克附近的橄榄树》（L'Olivier Près de l'Estaque）、阿梅代奥·莫迪利亚尼的《风扇前的女人》（La Femme a l'Eventail）与费尔南·莱热的《熄灭的蜡烛》（Nature Morte aux Chandeliers）在内的五幅总价值5亿欧元的作品失窃。